# Mandol
Mandol é um distrito da província oriental de Nurestan, no Afeganistão, localizado a 200 quilômetros a leste da capital afegã, Cabul.